# Ana Lilia Guillén Quiroz
Ana Lilia Guillén Quiroz (Ixtlán de los Hervores, Michoacán, 5 de febrero de 1955) es una política mexicana, miembro actualmente del partido Movimiento Regeneración Nacional (Morena), ha sido diputada local y en dos ocasiones diputada federal.

## Reseña biográfica
Ana Lilia Guillén es maestra normalista y cuenta con un diplomado en Políticas Públicas Estatales y Municipales. Se dedicó a la docencia en varias comunidades del municipio de Morelia.
Inicialmente miembro del Partido Revolucionario Institucional, a partir de 1987 se unió a la Corriente Democrática del PRI y en las elecciones de 1988 participó en la campaña presidencial de Cuauhtémoc Cárdenas Solórzano y el Frente Democrático Nacional y en 1989 en campañas locales en Michoacán; también a partir de ese año se integró en el Partido de la Revolución Democrática y en 1990 fue parte del comité municipal en Morelia, posteriormente ocupó numerosos cargos en la estructura del partido tanto en el municipio como en el estado.
En 1998 fue elegida diputada a la LVIII Legislatura del Congreso del Estado de Michoacán que concluyó en 2001 y en la que fue integrante de las comisiones de Derechos humanos y Asuntos Indígenas y en 2002 fue secretaria general del comité municipal del PRD en Morelia. En 2003 por primera ocasión fue elegida diputada federal por el Distrito 8 de Michoacán a la LIX Legislatura que concluyó en 2006 y en la que fue secretaria de la comisión de Desarrollo Rural e integrante de las comisiones de Reforma Agraria; de Defensa Nacional; de Población, Fronteras y Asuntos Migratorios; y, Especial para dar Seguimiento a los Fondos de los Trabajadores Braceros.
En 2011 renunció al PRD, se integró en el partido Convergencia y en las elecciones de ese año fue candidada de dicho partido a Presidenta municipal de Morelia. En 2018 cambió su militancia a Morena y fue postulada por la coalición Juntos Haremos Historia como candidata a diputada federal nuevamente por el distrito 8 de Michoacán. Resultó elegida a la LXIV Legislatura que concluirá en 2021 y en la que ocupa los cargos de secretaria de la comisión Vivienda; e integrante de la comisión de Economía Social y Fomento del Cooperativismo y de la comisión de Energía.